# Haplochromis petronius
Haplochromis petronius é uma espécie de peixe da família Cichlidae.
É endémica do Uganda.
Os seus habitats naturais são: lagos de água doce.